# Гомес, Антонио
Антонио Гомес Перес (исп. Antonio Gómez Pérez); род. 1 августа 1973, Мадрид) — испанский футболист, полузащитник.

## Клубная карьера
Антонио Гомес начал свою карьеру в команде "Реал Мадрид, в сезоне 1992/93, пробился в основной состав в 1995 году, сыграл в 6 матчах чемпионата и забил 2 гола. За это время он также поиграл в «Реал Мадрид C» и «Реал Мадрид Кастилья», где в общей сложности провёл 85 игр чемпионата и забил 11 голов. Гомес перешёл из «Реала» в «Севилью» в 1996 на правах аренды, отыграл 14 матчей.
Гомес перешёл из «Севильи» в «Альбасете», за который сыграл 22 матча. Антонио в 1998 сменит клуб на «Эркулес».
Будучи игроком команды «Ла-Рода», Гомес завершил свою футбольную карьеру в возрасте 33 лет.

## Тренерская карьера
Свой первый опыт работы главным тренером он получил в команде «Альбасете» тренирую молодёжный состав. В 2007 году возглавил «Альбасете Б».
В период с 2007 по 2010 успел поработать в «Ливерпуле», занимая должность Ассистента и тренера резервного состава.
В 2010 году бы назначен главным тренером «Вальядолида», проработал в клубе меньше года. С января 2013 по июль 2013 был помощником главного тренера «Наполи». С сезона 2013/14 сменил пост ассистента на тренера.

## Достижение

### В качестве главного тренера
«Альбасете»
- Обладатель Молодёжного Кубка Короля (1): 2007